# Gabriel Harvey
Gabriel Harvey (1550 ca. – 1630 o 1631) è stato uno scrittore inglese.

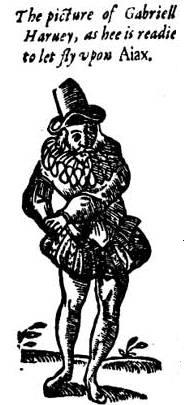
Gabriel Harvey

Lettore di retorica all'Università di Cambridge, amico di Edmund Spenser, affermò la necessità di imitare gli scrittori latini e formulò (muovendo da Machiavelli) una teoria della «virtù» come energia capace di dominare uomini ed eventi: Ciceronianus (1577); Marginalia; Quattro lettere e certi sonetti (Four letters and certaine sonnets, 1592). Celebre per la violenza satirica del linguaggio la sua controversia con il poeta Thomas Nashe.